# مجید غلامی
مجید غلامی (زاده ۱ ژانویه ۱۹۸۵) دروازه‌بان فوتبال اهل ایران است.
او همچنین سابقه‌ی بازی در تیم‌های ابومسلم خراسان و پیام خراسان و استقلال اهواز را نیز دارد.